# Groepsdruk
Groepsdruk of groepsdrang (Engels: peer pressure) is een vorm van sociale druk die bewust of onbewust door een peergroup wordt uitgeoefend. Het wordt vooral geassocieerd met pubers. Onder groepsdruk kan iemand gedrag vertonen dat anders is dan wanneer de persoon alleen zou zijn. Normen spelen hier een belangrijke rol. Dit treedt zowel in positieve als in negatieve zin op.
Volgens onderzoek, kunnen zelfs de meeste intelligente en geleerde mensen, onbewust of bewust (verminderde) keuzes maken onder groepsdruk.
Tijdens groepsdruk, worden vaak de normen en waarden waar een persoon voor staat niet meegenomen, in het nemen van de juiste beslissing. Het gevolg kan hiervan zijn dat de keuze die de persoon maakt niet bij de eigen normen en waarden past.